# Landremont
Landremont – miejscowość i gmina we Francji, w regionie Grand Est, w departamencie Meurthe i Mozela.
Według danych na rok 1990 gminę zamieszkiwało 139 osób, a gęstość zaludnienia wynosiła 25 osób/km² (wśród 2335 gmin Lotaryngii Landremont plasuje się na 906. miejscu pod względem liczby ludności, natomiast pod względem powierzchni na miejscu 960.).

## Populacja

Populacja Landremont w latach 1962–2008